# Pesterzsébet megállóhely
Pesterzsébet megállóhely egy budapesti vasúti megállóhely, melyet a MÁV Magyar Államvasutak Zrt. (MÁV) üzemeltet.

## Története
1882 december 5-én a Budapest–Kunszentmiklós-Tass–Kelebia-vasútvonal megnyitásakor vehették használatba az utazók Erzsébetfalva megállóhely néven.
1910-1912 közt a vonalat ezen a szakaszon átépítették, az addig a Soroksári úttal egy szinten haladó pályát 6 méterrel mélyebbre helyezték, ahol most is fut, ezzel elkerülve a szintbeli kereszteződést az ekkor épült Pesterzsébet–Csepel HÉV-vel.
1916-ban kapott állomásépületet. A magastetős, tornyos, a korban még nem annyira megszokott módon később lifttel is felszerelt épületet egyedisége és helyi védettsége ellenére 1997-ben egyetlen éjszaka alatt elbontott a MÁV. Helyét ma csak egy emléktábla őrzi a Soroksári út alatti, állomáshoz vezető aluljáró falán.
2022. május 1-jétől, a Budapest–Belgrád-vasútvonal felújítása alatt szünetel az állomáson a személyforgalom.

## Megközelítés budapesti tömegközlekedéssel
- Busz:  66, 66B, 119, 151, 166
- Éjszakai busz:  948
- Elővárosi busz:  630, 631, 632, 635, 636, 653, 654, 655, 659, 661, 680, 681

## Forgalom
| Járat | Útvonal | Gyakoriság |
| ----- | --- | ---------- |
|       | A vonalon a vasúti szolgáltatás szünetel, a vonatok helyett a Volánbusz járatai közlekednek. A legközelebbi buszmegálló: Pesterzsébet, vasútállomás |            |